# 家园 (电影)
《家园》是1984年电影，《大河春醒》是其在台湾上映时的片名。此片叙述了美国20世纪30年代初经济不景气，许多家庭到中西部开垦，但却遇到河流春田解冰，大水泛滥成灾。本片讲述了这些人对抗水灾的故事。